# Caenaugochlora flagrans
Caenaugochlora flagrans är en biart som först beskrevs av Joseph Vachal 1911.  Caenaugochlora flagrans ingår i släktet Caenaugochlora och familjen vägbin. Inga underarter finns listade.